# Октябрьское (Западно-Казахстанская область)
Октябрьское (каз. Октябрьское) — село в Байтерекском районе Западно-Казахстанской области Казахстана. Входит в состав Мичуринского сельского округа. Код КАТО — 274445600.
Село расположено на левом берегу реки Шаган при впадении в неё реки Деркул, в 2 км к северо-западу от Уральска.

## Население
В 1999 году население села составляло 403 человека (190 мужчин и 213 женщин). По данным переписи 2009 года в селе проживало 540 человек (274 мужчины и 266 женщин).